# YukiWiki
YukiWiki是日本程式設計師暨數學家結城浩以美國程式設計師沃德·坎寧安（Ward Cunningham）的Wiki為基礎所寫出的Wiki軟體，於2000年發佈。目前最新版本2.1.3_notb，於2006年7月7日公開。
YukiWiki是Wiki軟體的延伸產物，以Perl為指令碼語言。
2018年3月7日起，YukiWiki已停止營運。

## 外部連結
- http://www.hyuki.com/yukiwiki/ （页面存档备份，存于） YukiWiki （結城Wiki）的官網